# Maschera di Agamennone
La Maschera di Agamennone è una maschera funebre in lamina d'oro rinvenuta nel 1876 a Micene dall'archeologo tedesco Heinrich Schliemann. È conservata presso il Museo archeologico nazionale di Atene.

## Storia
Fu scoperta dall'archeologo tedesco Heinrich Schliemann sul volto di un corpo trovato in una tomba. Schliemann credette di aver scoperto i resti del leggendario re acheo Agamennone, da cui il nome. Benché le recenti ricerche archeologiche abbiano stabilito che la maschera sia databile tra il 1550 e il 1500 a.C., periodo molto anteriore a quello in cui si crede sia vissuto il re, il nome con cui è nota la maschera è rimasto.
Malgrado la maggior parte degli studiosi propenda per la sua autenticità, lo studioso statunitense William M. Calder III negli anni settanta ha messo in dubbio l'originalità della maschera (perché molto più raffinata delle altre con le quali è stata trovata, inoltre il taglio della barba della maschera è quello che era di moda al tempo di Schliemann): sarebbe un falso commissionato dallo stesso Schliemann, tesi ribadita recentemente da David A. Traill.

## Descrizione
Questa maschera raffigura il volto di un uomo con barba. È costituita da una lamina d'oro con dettagli a sbalzo: i due fori presenti vicino alle orecchie indicano che la maschera veniva fermata sopra il volto del defunto per mezzo di una corda sottile. Inoltre il volto è caratterizzato dalla presenza di due occhi chiusi. Il modello è linearistico nelle sopracciglia e nella linea delle orecchie e volumetrico nel naso e nelle palpebre.